# Мала Горица (Света Недеља)
Мала Горица је насељено место у саставу Града Света Недеља у Загребачкој жупанији, Хрватска. До територијалне реорганизације у Хрватској налазила се у саставу старе загребачке приградске општине Самобор.

## Становништво
На попису становништва 2011. године, Мала Горица је имала 623 становника.

## Попис1991.
На попису становништва 1991. године, насељено место Мала Горица је имало 579 становника, следећег националног састава:
| Попис 1991.‍  | Попис 1991.‍  | Попис 1991.‍ | Попис 1991.‍ | Попис 1991.‍ |
| ------------ | ------------ | ----------- | ----------- | ----------- |
|              |              |             |             |             |
| Хрвати       | Хрвати       |             | 568         | 98,10%      |
| Срби         | Срби         |             | 3           | 0,51%       |
| Југословени  | Југословени  |             | 1           | 0,17%       |
| Македонци    | Македонци    |             | 1           | 0,17%       |
| Словенци     | Словенци     |             | 1           | 0,17%       |
| остали       | остали       |             | 2           | 0,34%       |
| неопредељени | неопредељени |             | 2           | 0,34%       |
| непознато    | непознато    |             | 1           | 0,17%       |
| укупно: 579  |              |             |             |             |